# Калиман II Асен
Калима̀н II Асѐн или Коломан II Асен е български цар (1256), потомък на Асеневци, първи братовчед на цар Михаил II Асен. Син е на севастократор Александър, брат на Иван Асен II.

## Произход
Според Георги Акрополит убиецът на цар Михаил II Асен е неговият братовчед. В преписка на арменския свещеник Аракел от 1258 г. се посочва, че българският владетел е убит от сина на неговия чичо. Счита се, че Михаил II не е имал друг чичо освен севастократор Александър Асен. По тази причина се счита, че Калиман II е негов син.
Относно личността на Калиман II съществува и друг спор. Някои автори го отъждествяват със севастократор Калоян, ктитор на Боянската църква. Основен аргумент за това твърдение е близостта на имената им. Това схващане обаче е отхвърлено от по-новата историография, тъй като Каломан II намира смъртта си през 1256 или началото на 1257 г., а според датата от надписа в Боянската църква севастократор Калоян със сигурност е бил жив през 1259 г. От същия надпис е известно, че севастократор Калоян е „братовчед царев“. Цар на България през 1259 г. е Константин I Тих Асен, следователно севастократорът е негов братовчед, а не на Михаил II Асен, както приема Васил Златарски.

## Име
Съществуват известни спорове относно правилното произнасяне на името на царя. Така например Петър Ников приема, че името следва да се изписва и чете Каломан. Той се основава на унгарския произход на името, а също писмото на папа Инокентий IV до цар Калиман I от 21 март 1245 г. Вариантът на името Калиман е гърцизирана форма на унгарското име и според споменатия автор е оказала влияние върху домашните български извори. Унгарската форма е застъпена и от Йордан Андреев. Според него името по всяка вероятност е с маджарски произход. Той посочва, че в западните документи името е Каломан. Според други автори (като Иван Божилов) владетелят е носил за свое име споменатата гърцизирана форма, защото името било използвано така в по-късни източници, например от Паисий Хилендарски, в преписка на Теодор Граматик от 1243 г., а също и в т. нар. Калиманова грамота. Във всички тези източници се говори за Калиман I Асен, счита се, че владетелите имат идентични имена. В латинските източници името се изписва като Коломан по името на католическия светец Коломан от Мелк. В писмото на папа Инокентий IV от 21 март 1245 г. до българския цар Коломан I Асен същият е именуван като Colomanno in Bulgaria.

## Царуване
След 1254 г. българското болярство е настроено против Михаил II Асен заради сключения позорен Регински мир. Те организират убийството му и за цар бива коронясан Калиман II Асен. Той обаче има опасни противници. Сред тях пръв е Ростислав Михайлович – бащата на овдовялата царица, за която Калиман II Асен се жени след убийството на братовчед си. Ростислав Михайлович поема с войска срещу Търново под предлог, че иска да защити дъщеря си. Цар Коломан II е изоставен от поддръжниците си и избягва от столицата. Ростислав си тръгва заедно с дъщеря си, претендирайки за титлата „цар на България“, докато родственикът на Михаил II Асен – Мицо Асен бива възкачен на престола от българското болярство. Самият Калиман II Асен загива от насилствена смърт при неизяснени обстоятелства след около едномесечно управление.

## Брак и потомство
Калиман II Асен е женен за Анна Ростиславна, дъщеря на черниговския княз Ростислав Михайлович. Краткият им брак вероятно остава бездетен до смъртта на Калиман през 1256 г.
По данни на Георги Пахимер след Каломан II всички представители на Асеневци по мъжка линия намират смъртта си, а властта следва да се прехвърли „по втория начин на плуване“, т.е. по женска линия. Това обстоятелство дава възможност на Мицо Асен да се възползва, обявявайки се за цар, тъй като той е зет на цар Иван Асен II. В генеалогическите проучвания се счита, че Калиман няма потомство и от женски пол.